# Alemania en los Juegos Paralímpicos de Londres 2012
Alemania estuvo representada en los Juegos Paralímpicos de Londres 2012 por un total de 150 deportistas, 88 hombres y 62 mujeres.

## Medallistas
El equipo paralímpico alemán obtuvo las siguientes medallas:
| Nombre | Deporte                       | Evento                                       |
| --- | ----------------------------- | -------------------------------------------- |
| Oro |                               |                                              |
| Birgit Kober | Atletismo                     | Jabalina F52/53/33/34 femenino               |
| Birgit Kober | Atletismo                     | Peso F32-34 femenino                         |
| Heinrich Popow | Atletismo                     | 100 m T42 masculino                          |
| Sebastian Dietz | Atletismo                     | Disco F35/36 masculino                       |
| Markus Rehm | Atletismo                     | Salto de longitud F42/44 masculino           |
| Mareike Adermann Annabel Breuer Annegret Brießmann Britt Dillmann Heike Friedrich Maria Kühn Maya Lindholm Marina Mohnen Edina Müller Gesche Schünemann Johanna Welin Annika Zeyen | Baloncesto en silla de ruedas | Torneo femenino                              |
| Andrea Eskau | Ciclismo en ruta              | Ruta H4 femenino                             |
| Andrea Eskau | Ciclismo en ruta              | Contrarreloj H4 femenino                     |
| Michael Teuber | Ciclismo en ruta              | Contrarreloj C1 masculino                    |
| Tobias Graf | Ciclismo en ruta              | Contrarreloj C2 masculino                    |
| Hannelore Brenner | Hípica                        | Doma individual grado III mixto              |
| Hannelore Brenner | Hípica                        | Doma individual estilo libre grado III mixto |
| Kirsten Bruhn | Natación                      | 100 m braza SB5 femenino                     |
| Daniela Schulte | Natación                      | 400 m libre S11 femenino                     |
| Holger Nikelis | Tenis de mesa                 | Individual 1 masculino                       |
| Jochen Wollmert | Tenis de mesa                 | Individual 7 masculino                       |
| Carmen Brussig | Yudo                          | –48 kg femenino                              |
| Ramona Brussig | Yudo                          | –52 kg femenino                              |
| Plata |                               |                                              |
| Marie Brämer-Skowronek | Atletismo                     | Jabalina F52/53/33/34 femenino               |
| Marianne Buggenhagen | Atletismo                     | Peso F54-56 femenino                         |
| Wojtek Czyz | Atletismo                     | Salto de longitud F42/44 masculino           |
| Tobias Graf | Ciclismo en pista             | Persecución individual C2 masculino          |
| Denise Schindler | Ciclismo en ruta              | Ruta C1-3 femenino                           |
| Dorothee Vieth | Ciclismo en ruta              | Contrarreloj H4 femenino                     |
| Steffen Warias | Ciclismo en ruta              | Ruta C1-3 masculino                          |
| Vico Merklein | Ciclismo en ruta              | Ruta H3 masculino                            |
| Norbert Mosandl | Ciclismo en ruta              | Contrarreloj H4 masculino                    |
| Hans-Peter Durst | Ciclismo en ruta              | Contrarreloj T1-2 mixto                      |
| Simone Briese-Baetke | Esgrima en silla de ruedas    | Espada individual B femenino                 |
| Britta Näpel | Hípica                        | Doma individual grado II mixto               |
| Britta Näpel | Hípica                        | Doma individual estilo libre grado II mixto  |
| Hannelore Brenner Britta Näpel Angelika Trabert Steffen Zeibig | Hípica                        | Doma por equipos mixto                       |
| Elena Krawzow | Natación                      | 100 m braza SB13 femenino                    |
| Kirsten Bruhn | Natación                      | 100 m espalda S7 femenino                    |
| Verena Schott | Natación                      | 200 m estilos SM6 femenino                   |
| Daniela Schulte | Natación                      | 200 m estilos SM11 femenino                  |
| Niels Grunenberg | Natación                      | 100 m braza SB5 masculino                    |
| Torben Schmidtke | Natación                      | 100 m braza SB6 masculino                    |
| Sebastian Iwanow | Natación                      | 100 m libre S6 masculino                     |
| Astrid Hengsbach Tino Kolitscher Kai Kruse Anke Molkenthin Katrin Splitt | Remo                          | Cuatro con timonel LTA mixto                 |
| Thomas Brüchle Jan Gürtler Holger Nikelis Thomas Schmidberger | Tenis de mesa                 | Equipo 3 masculino                           |
| Manuela Schmermund | Tiro                          | Rifle de aire de pie 10 m SH1 femenino       |
| Heiko Kröger | Vela                          | 2.4mR individual mixto                       |
| Jens Kröger Siegmund Mainka Robert Prem | Vela                          | Sonar de tres personas mixto                 |
| Bronce |                               |                                              |
| Claudia Nicoleitzik | Atletismo                     | 100 m T36 femenino                           |
| Claudia Nicoleitzik | Atletismo                     | 200 m T36 femenino                           |
| Jana Schmidt | Atletismo                     | 100 m T42 femenino                           |
| Maria Seifert | Atletismo                     | 200 m T37 femenino                           |
| Katrin Green | Atletismo                     | 200 m T44 femenino                           |
| Martina Willing | Atletismo                     | Jabalina F54-56 femenino                     |
| Michaela Floeth | Atletismo                     | Peso F42/44 femenino                         |
| Wojtek Czyz | Atletismo                     | 100 m T42 masculino                          |
| Heinrich Popow | Atletismo                     | 200 m T42 masculino                          |
| Wojtek Czyz Heinrich Popow Markus Rehm David Behre | Atletismo                     | 4 × 100 m T42-46 masculino                   |
| Tobias Graf | Ciclismo en pista             | 1 km contrarreloj C1-3 masculino             |
| Dorothee Vieth | Ciclismo en ruta              | Ruta H4 femenino                             |
| Bernd Jeffre | Ciclismo en ruta              | Contrarreloj H3 masculino                    |
| Angelika Trabert | Hípica                        | Doma individual grado II mixto               |
| Angelika Trabert | Hípica                        | Doma individual estilo libre grado II mixto  |
| Tanja Gröpper | Natación                      | 100 m libre S6 femenino                      |
| Christoph Burkard | Natación                      | 100 m braza SB6 masculino                    |
| Sebastian Iwanow | Natación                      | 100 m espalda S6 masculino                   |
| Thomas Schmidberger | Tenis de mesa                 | Individual 3 masculino                       |
| Josef Neumaier | Tiro                          | Rifle de aire de pie 10 m SH1 masculino      |
| Sebastian Czpakowski Stefan Hähnlein Christoph Herzog Thomas Renger Barbaros Sayilir Torben Schiewe Alexander Schiffler Peter Schlorf Jürgen Schrapp Heiko Wiesenthal              | Voleibol sentado              | Torneo masculino                             |
| Matthias Krieger | Yudo                          | –81 kg masculino                             |